# کریستین کاتتر
کریستین کاتتر (انگلیسی: Christian Kauter؛ زادهٔ ۶ مهٔ ۱۹۴۷) ورزشکار شمشیربازی اهل سوئیس است.
وی در مسابقات کشوری و بین‌المللی در مجموع برندهٔ ۱ مدال نقره، ۱ مدال برنز شده‌است.